# Krzna
Krzna (udtalt [ˈkʂna]) er en flod i det østlige Polen, og en venstre biflod til Bug. Floden er 107 km lang og dens afvandingsområde er 3.273 km². Krzna løber gennem Lublin Voivodeship i det sydøstlige Polen. Floden opstår hvor to vandløb, der løber i Łuków-skoven: den nordlige Krzna og den sydlige Krzna, løber sammen, og danner Krzna. Floden munder ud i Bug nær byen Terespol og landsbyen Neple, tæt på den hviderussiske grænse nær byen Brest. En kanal forbinder den med Wieprz.

## Det nordlige Krzna
Den nordlige Krzna er en kort flod, der løber sammen med den sydlige Krzna i byen Międzyrzec Podlaski. På samme måde som sydlige Krzna løber floden fra Łuków-skovene, hvis centrum tidligere var utilgængelig Jata-marsk, og i dag er et dyrereservat af samme navn. Den nordlige Krzna er kortere end den sydlige. Dens afvandingsområde er dog større. Under Pleistocæn-epoken var dalen i det nordlige Krzna en af ruterne til at afvande smeltevand mod øst. I dag dræner den det nordlige område af Łuków-sletten. Fra Jata-reservatet til landsbyen Gołaszyn ligger det nordlige Krzna i Łuków Park beskyttet landskab.

## Om Krzna
Krzna er en naturligt bugtende flod, nogen gange udrettet af hydrolologiske processer, som konstant ændrer dens oprindelige karakter. I den nedre del er vandstandene i Krzna reguleret af Bug-floden. Et karakteristisk træk ved Krzna er talrige mæandersøer (hesteskosøer).
Den gennemsnitlige strøm af Krzna tæt på dens flodmunding er10,5 m3/sek.
Nogle dele af Krzna-dalen er under naturbeskyttelse, f.eks. i Bug River Gorge Landskabspark Podlachia, det ornitologiske reservat Czapli Stóg og Kania naturreservat i den sydlige Krzna-dal.

## Bifloder
De vigtigste bifloder til Krzna er:
- bifloder fra højre: Dziegciarka, Rutka, Zielawa, Czapelka
- bifloder fra venstre: Krzymosza, Piszczanka, Złota Krzywula, Klukówka

## De vigtigste byer ved Krzna
Łuków (det sydlige Krzna), Międzyrzec Podlaski, Biała Podlaska